# شهرستان آمدو
شهرستان آمدو' (به لاتین: Amdo County) یک منطقهٔ مسکونی در جمهوری خلق چین است که در ناگچو واقع شده‌است.

## خصوصیات
شهرستان آمدو ۴۳٬۴۱۰٫۸۵ کیلومترمربع مساحت و ۳۲٬۸۴۳ نفر جمعیت دارد.